# Curiosolitas

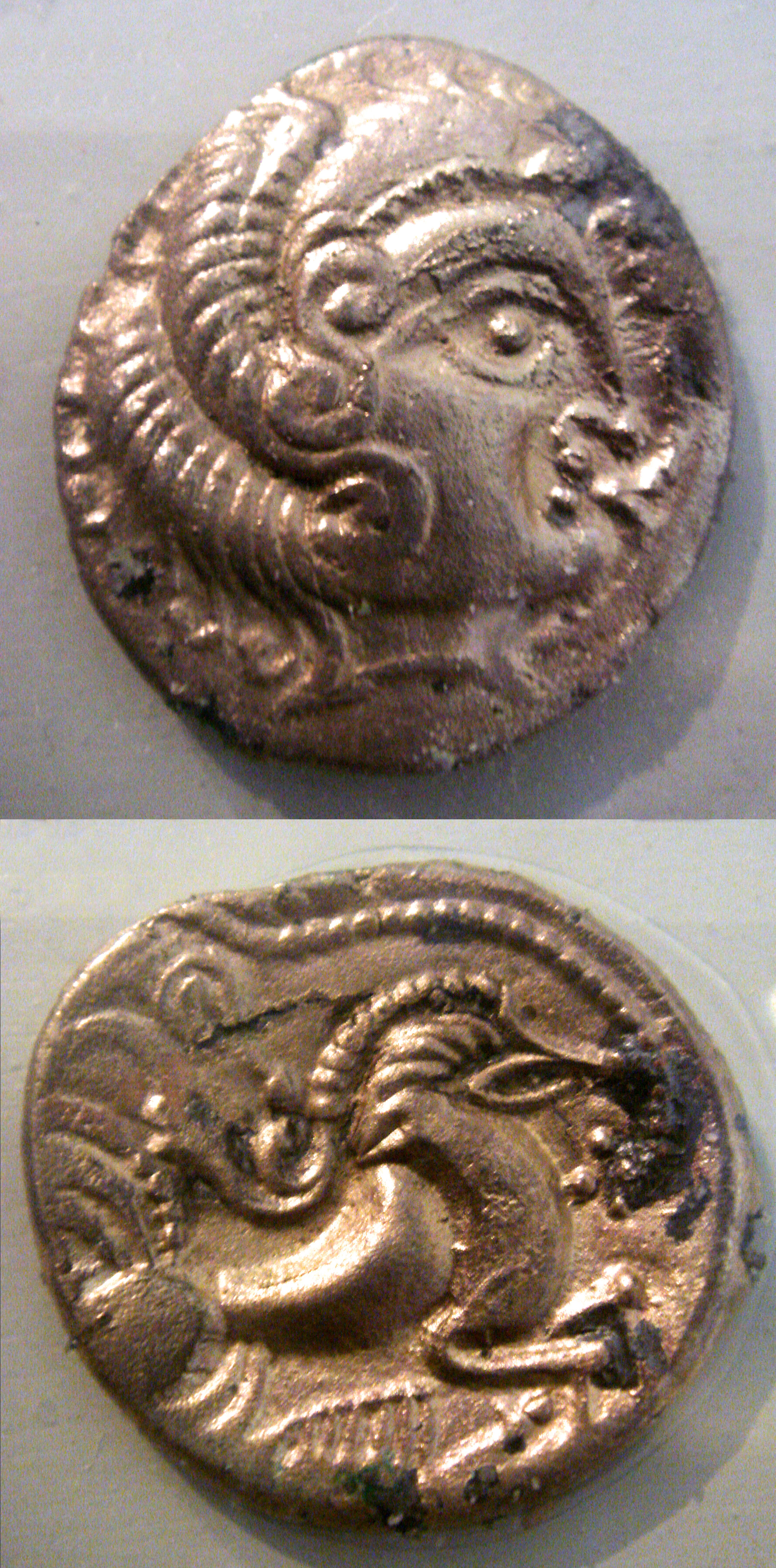
Moedas dos curiosolitas, séculos V e I a.C.

Os curiosolitas ou coriosolitas eram um povo gaulês que habitava a costa norte da atual Bretanha durante a Idade do Ferro e o período romano.

## Nome
Eles são mencionados como coriosolitas (var. coriosolitos, curiosolitas, curiosolitas) e coriosolites (var. coriosultes, coricoriosuelites, cariosu-) por César (meados do século I a.C.), e como coriosvelitas por Plínio (século I).
A etimologia do etnônimo coriosolites permanece incerta. O primeiro elemento é certamente a raiz gaulesa corio- ('exército, tropa'), derivada do proto-indo-europeu *kóryos ('exército, pessoas armadas'). Entretanto, o significado do segundo elemento não é claro. Pierre-Yves Lambert propôs interpretar corio-solit-es como 'aqueles que compram (ou vendem) mercenários', postulando um radical gaulês solitu- ('compra/salário de mercenários'; cf. Gaulês soldurio- < *soliturio- 'guarda-costas, leal, devotado', Bretão antigo solt 'soldo'). Alternativamente, uma conexão com o radical gaulês sūli- ('[boa] visão'; cf. Irlandês antigo súil, 'visão', Bretão Sulis) também foi conjecturada, com corio-soli-tes como os 'observadores de tropas', 'aqueles que vigiam a tropa'.
A cidade de Corseul, atestada por volta de 400 como Cividade Coriosolito ('civitas dos curiosolitas', Aecclesia Corsult por volta de 869, Corsout em 1288) recebeu o nome da tribo gaulesa.

## Geografia

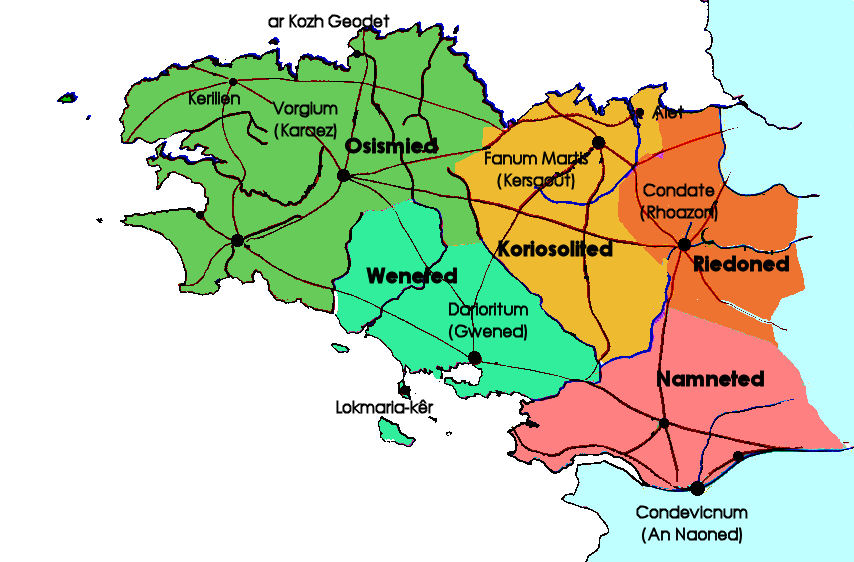
Mapa do povo gaulês na Bretanha moderna por volta de 150
Osísmios
Vênetos
Curiosolitas
Redões
Namnetes

### Terrotório
Os curiosolitas são mencionados por César juntamente com os vênetos, unelos, osísmios e outros que César chama de maritimae civitates, "cidades marítimas" que fazem fronteira com o Oceano Atlântico. Em outro lugar, ele descreve a posição dos curiosolitas no oceano nos mesmos termos e os inclui entre os estados Armóricos, um nome equivalente a maritimae. Plínio os menciona com os unelos, diablintes e redões.

### Assentamentos
O antigo assentamento de Corseul foi provavelmente estabelecido ex nihilo pelas autoridades romanas durante o reinado de Augusto, como a capital da Cividade Coriosolito. A cidade é geralmente identificada com o assentamento de Fano de Marte ("Bosque de Marte") mencionado na Tabula Peutingeriana (5º c. d.C.). Devido à falta de registros epigráficos antigos, no entanto, o nome gaulês original da cidade permanece desconhecido. Corseul atingiu o tamanho de 47 ha nos primeiros séculos da Era Comum.
Por volta de 340 d.C., a capital da civitas foi transferida para Aleth (Saint-Servan), situada no litoral.